# Chiliens
Les Chiliens (en espagnol : Chilenos) sont des personnes identifiées au pays du Chili, dont le lien peut être résidentiel, juridique, historique, ethnique ou culturel. Pour la plupart des Chiliens, plusieurs ou tous ces liens existent et sont collectivement la source de leur identité chilienne. Le Chili est une société multilingue et multiculturelle, mais une écrasante majorité de Chiliens ont l'espagnol comme première langue et sont chrétiens ou ont un fond culturel chrétien. Par conséquent, de nombreux Chiliens n'assimilent pas leur nationalité à l'ethnicité, mais à la citoyenneté et à l'allégeance au Chili. L'écrasante majorité des Chiliens est le produit de divers degrés de mélange entre des groupes ethniques européens (principalement des Espagnols et des Basques) et des peuples indigènes du territoire moderne du Chili (principalement des Mapuches).
Bien que le métissage historique entre Européens et Amérindiens soit évident dans toutes les couches sociales de la population chilienne, il existe une forte corrélation entre le rapport entre les composantes génétiques européennes et indigènes d'un Chilien et sa situation socio-économique,. Il existe un continuum marqué entre les classes inférieures à forte composante d'ascendance indigène et les classes supérieures à composante prédominante d'ascendance européenne. L'héritage indigène, qu'il soit culturel ou génétique, est plus prononcé dans les zones rurales et dans des aspects de la culture tels que la cuisine chilienne et l'espagnol chilien. Bien que les immigrés de l'après-indépendance n'aient jamais représenté plus de 2 % de la population, il existe aujourd'hui des centaines de milliers de Chiliens d'ascendance allemande, britannique, française, croate, italienne ou palestinienne, bien que ceux-ci se soient pour la plupart métissés avec d'autres groupes du pays.
Bien que la majorité des Chiliens résident au Chili, d'importantes communautés se sont établies dans plusieurs pays, notamment en Argentine, aux États-Unis, en Australie, au Canada et dans les pays de l'Union européenne. Bien que peu nombreux, les Chiliens constituent également une part importante de la population permanente de l'Antarctique et des îles Malouines.

## Structure ethnique
Les chiffres de la structure ethnique varient considérablement d'une source à l'autre. Ces divers chiffres font référence à des concepts différents, même s'ils se chevauchent souvent, notamment les catégories raciales et ethniques, l'auto-identité et les résultats génétiques, ainsi que les catégories attribuées par la culture. Ces concepts ne doivent pas être confondus, et les chiffres représentés dans une source peuvent ne pas correspondre aux chiffres des concepts d'une autre source.
Ainsi, par exemple, le professeur d'études latino-américaines de l'UNAM, Francisco Lizcano, dans ses recherches sociales, estime qu'une prédominance de 52,7 % de la population chilienne peut être classée comme culturellement européenne, avec une estimation de 44 % comme métisse. D'autres études sociales évaluent la quantité totale de blancs à plus de 60 %. Certaines publications, comme la CIA World Factbook, indiquent que l'ensemble de la population est composé à 95,4 % de « Blancs et d'Amérindiens blancs » et à 4,6 % d'indigènes. Ces chiffres sont basés sur un recensement national tenu en 2002, qui a classé la population comme indigène et non-indigène, plutôt que comme blanc ou métis.